# طوماس جيفرسون بيرد
طوماس جيفرسون بيرد (بالإنجليزية: Thomas Jefferson Byrd)‏ هو ممثل أمريكي، ولد في 1941 في الولايات المتحدة. من الجوائز التي نالها جائزة المسرح العالمي سنة 2003.

## جوائز وترشيحات
جوائز
- جائزة المسرح العالمي (2003)

ترشيحات
- جائزة توني لأفضل ممثل في مسرحية [الإنجليزية]‏ (2003)

## وصلات خارجية
- طوماس جيفرسون بيرد على موقع IMDb (الإنجليزية)
- طوماس جيفرسون بيرد على موقع روتن توميتوز (الإنجليزية)
- طوماس جيفرسون بيرد على موقع قاعدة بيانات برودواي على الإنترنت (الإنجليزية)
- طوماس جيفرسون بيرد على موقع قاعدة بيانات الفيلم (الإنجليزية)